# Südliche Kleine Gelbohrfledermaus
Die Südliche Kleine Gelbohrfledermaus (Vampyressa pusilla) ist eine Fledermaus aus der Familie der Blattnasen (Phyllostomidae), die in Zentral- und Südamerika beheimatet ist.
Der Gattungsname Vampyressa leitet sich vom serbischen Wampira (= kleiner Vampir) ab und stammt aus Zeiten, in denen alle neotropischen Fledermäuse als Vampire angesehen wurden. Die Artname pusilla kommt aus dem Lateinischen (pusillus) und bedeutet so viel wie klein oder hübsch.

## Beschreibung
Die Südliche Kleine Gelbohrfledermaus ist eine relativ kleine Fledermaus mit einem durchschnittlichen Gewicht von 8,2 g und einer Unterarmlänge von 31,4 mm. Sie besitzt wie die meisten Vertreter der Familie der Blattnasen ein ausgeprägtes Nasenblatt. Abgesehen von den zwei hellen Streifen über und unter den Augen ist das Fell einheitlich braun.
Die Art besitzt im Gegensatz zur Zweizahn-Gelbohrfledermaus (Vampyressa bidens) vier statt zwei untere Schneidezähne. Zusätzlich fehlt der dritte untere Backenzahn, der bei der Melissa-Gelbohrfledermaus (Vampyressa melissa) und der Zweizahn-Gelbohrfledermaus vorhanden ist. Bei Vampyressa pusilla fehlt zudem wie bei der Melissa-Gelbohrfledermaus der helle Streifen am Rücken, der bei den drei anderen Arten der Gattung vorhanden ist. Das Rückenfell ist blasser und die hellen Streifen im Gesicht weniger ausgeprägt als bei anderen Vampyressa-Arten. Zudem ist Vampyressa pusilla kleiner als die Melissa-Gelbohrfledermaus und die Gestreifte Gelbohrfledermaus (Vampyressa nymphaea).
Bis 2003 wurde der Artenkomplex der Nördlichen Kleinen Gelbohrfledermaus (Vampyressa thyone) bestehend aus mindestens drei Arten noch zu Vampyressa pusilla gezählt.

## Lebensweise
Die Südliche Kleine Gelbohrfledermaus ist wie die meisten Fledermäuse nachtaktiv. Sie ernährt sich von verschiedenen Früchten, wobei Feigen bevorzugt werden. Früchte von Ficus yoponensis können dabei bis zu 92 % der Nahrung ausmachen. Die Art ist relativ selten, kann aber lokal gehäuft auftreten. Tagsüber hängt sie wahrscheinlich unter Blättern, welche die Tiere durch Annagen der Rippen so modifizieren, dass das Blatt zeltförmig in sich zusammenfällt.
Die Weibchen sind bimodal polyöstrisch und bringen zweimal im Jahr jeweils ein Jungtier zur Welt.

## Verbreitung
Die Südliche Kleine Gelbohrfledermaus kommt im Osten Südamerikas im südlichen Brasilien, dem Osten Paraguays und in der Provinz Misiones in Argentinien vor. Ihre Gefährdung kann durch die IUCN wegen der schlechten Datenlage und diversen taxonomischen Unklarheiten momentan nicht abgeschätzt werden.